# 寺岡精工所のカメラ製品一覧
寺岡精工所のカメラ製品一覧（てらおかせいこうじょのカメラせいひんいちらん）は寺岡精工所（現寺岡精工）が製造したカメラ製品の一覧である。

## 135フィルム使用カメラ

### オートテラシリーズ
すでに秤で有名だった寺岡精工所がそのスプリングのノウハウをフィルム自動巻き上げに生かして製造した。24×36mm（ライカ）判。カメラ年鑑1958年版には「国産では最初のスプリングモーターによる連続速写可能のカメラ」と紹介されている。
- オートテラI（1954年（昭和29年）[2]または1955年（昭和30年）4月[1]発売） - 巻き上げノブでスプリングを一杯に巻いておくと3秒間に[2]7枚[1][2]連続撮影が可能だがシャッターセットは別途行なう必要がある[1]。カメラ前面にシャッターボタンがあり、その上にある大きなボタンを押すとフィルム巻き上げが行なわれる[1]。前蓋が下に倒れる形式のスプリングカメラ[1]。レンズは3群5枚プロバー44mmF2.8、二眼式の連動距離計で最短撮影距離80cm[1]。ファインダーは逆ガリレオ式透視[1]。シャッターはセイコーシャラピッド[1]。二重撮影防止装置を備えるが多重露出も可能[1]。少数の販売に留まり珍品である[1]。
- オートテラII（1956年（昭和31年）末または1957年（昭和32年）発売[1]） - スプリングを一杯に巻くと12枚[1]または20枚[2]連続撮影が可能。スプリングカメラではない固定鏡胴式となった[1]。レンズは3群5枚プロバー44mmF2.8でファインダーに組込まれている距離計に連動する。ファインダーはパララックスを自動補正する等倍アルバダ式になった[1]。シャッターはセイコーシャMX[1]。フィルム巻き上げと同時にシャッターも自動チャージされるようにはなったがフィルムに巻き上げる力がかかりっぱなしであるためトラブルが多かった[1]。シャッターボタンはカメラ前面の上のボタンになり、下のボタンがあった場所は二重露出防止と多重露出の切り替え装置が配置された[1]。第1回グッドデザイン賞受賞[1]。
- オートテラIIB（1957年（昭和32年）10月発売[1]） - オートテラIIからパララックス自動補正機構を省略したもの[1]。スプリングを一杯に巻くと12枚連続撮影が可能[3]。シャッター下部のつまみをDにあわせると多重露光が可能[3]。
- オートテラIIL（1958年（昭和33年）発売[1]） - オートテラIIBに単独露出計を組込み、レンズをプロバー45mmF1.9に変更したもの[3][1]。
- オートテラスーパー（1959年（昭和34年）発売） - 標準レンズはプロバー45mmF2.8[1]とズノー光学工業製ズノー45mmF1.8が用意された。セレン光式露出計を内蔵したモデルも作られた。グリップ型の補助スプリングを使用すると20枚連続撮影が可能[1]。ワイドとテレのコンバージョンレンズがオプションとして発売されていた[1]。シャッターはコパル製[3]SVL[1]。オートテラの最終型となった[1]。